# Just a Kiss (canção)
"Just a Kiss" é uma canção da banda americana de gênero country, Lady Antebellum. Foi lançada em 2 de maio de 2011 pela Capitol Records como o primeiro single do terceiro álbum de estúdio, Own the Night. Dallas Davidson colaborou com os membros da banda Hillary Scott, Charles Kelley e Dave Haywood para escrever a música, inspirando-se em experiências pessoais dos membros. Produzido por Paul Worley, "Just a Kiss" foi uma das últimas músicas gravadas para o álbum, uma balada country que descreve um relacionamento romântico entre um casal.
A banda cantou a música em seu show no Houston Rodeo em 11 de março de 2011, e mais tarde no show beneficente, Divas NashVegas. Após o lançamento do single, eles apresentaram no reality show American Idol e na premiação Billboard Music Awards. Apresentações ao vivo da banda têm sido elogiados pela crítica. A canção foi apresentada no final da 2ª temporada de Pretty Little Liars.
Nos Estados Unidos, a canção estreou na 28ª posição na parada Hot Country Songs e apareceu na 7ª posição na Billboard Hot 100. Mais tarde liderou a parada country e foi certificado como platina-dupla pela Recording Industry Association of America (RIAA). A canção alcançou a 13ª posição no Canadá, 22ª no Japão e chegou ao Top 80 na Austrália e Eslováquia.

## Antecedentes e gravação

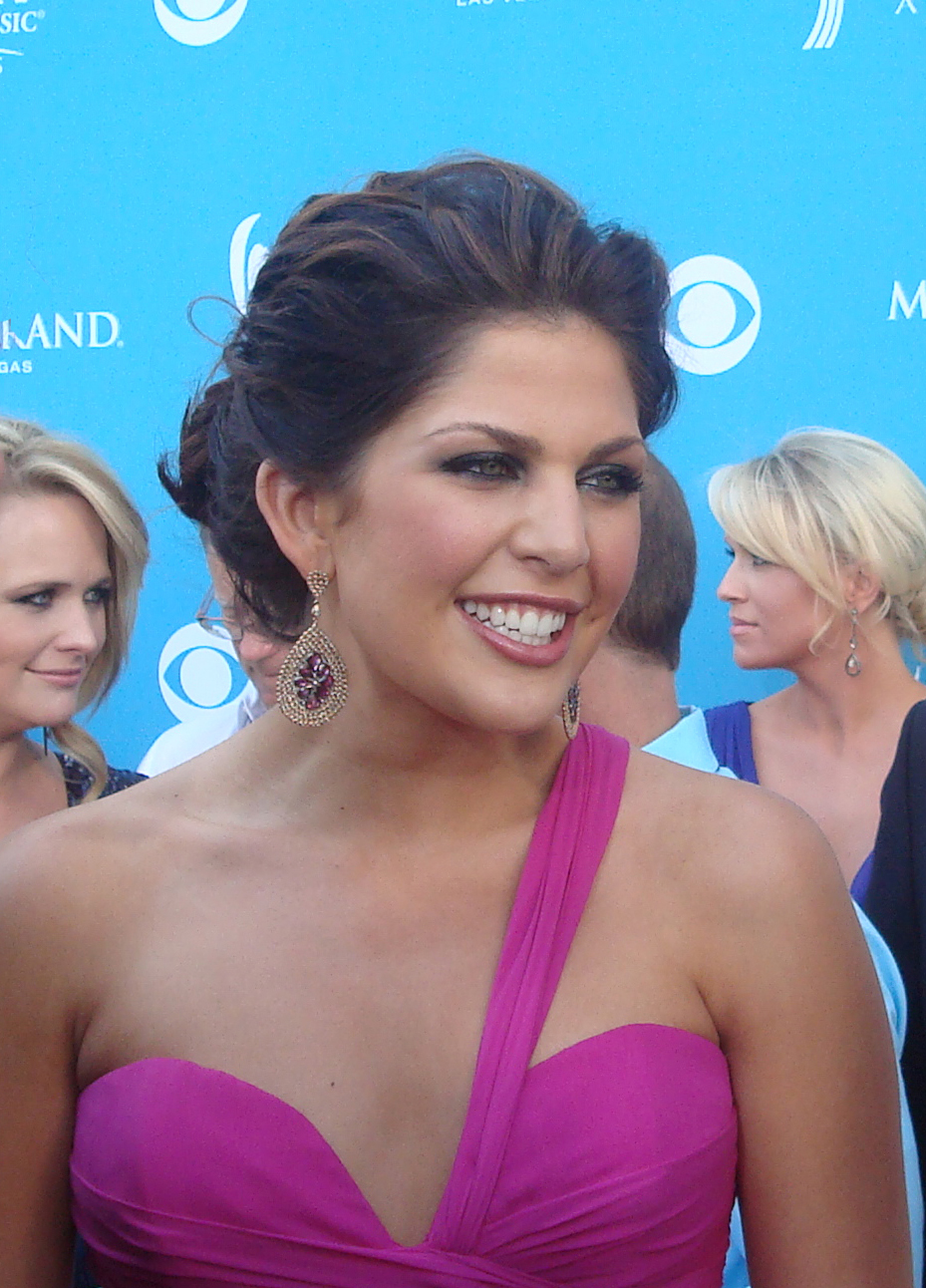
Scott, vocalista da banda.

Após o 53º Grammy Awards, realizada em fevereiro de 2011, os membros da banda Charles Kelley e Dave Haywood disse em uma entrevista nos bastidores que o trabalho sobre o terceiro álbum do grupo estava quase completa. Em maio de 2011 a banda lançou digitalmente "Just a Kiss", o primeiro single do novo projeto. No site oficial da banda, disseram que "Just a Kiss" estava entre as últimas músicas que foram escritas para o álbum. Haywood, comentou: "Nós estávamos a cerca de seis músicas para a gravação e alguém teve essa ideia, assim nós nos sentámos para trabalhá-la". Scott, Kelley e Haywood escreveu a música com o Dallas Davidson. Davidson discutiu a concepção da música no blog de música, Taste of Country: "Eu fui para a estrada com eles, e nós escrevemos algumas coisas, nós registramos uma canção chamada "We Own the Night". Charles me ligou quando estavamos perto de fazer o registro. Ele disse: Cara, nós devemos voltar a escrever. "Assim, a banda veio para o meu escritório e nós começamos a escrever "Just a Kiss". Nós estávamos tentando encontrar uma música sobre uma vida amorosa. Nós escrevemos essa coisa legal".
No dia seguinte, Davidson descobriu Haywood em seu escritório, fazendo o papel de teclado que mais tarde foi revivido para um refrão da música. "Quando a gente tem feito com a outra música, eu continuava voltando, dizendo: 'Cara, há algo sobre o que você estava tocando mais cedo... vamos mexer com isso antes de sair". Então ele começou a tocar de novo", lembrou Davidson. Depois que os elementos do teclado foram concluídos, Scott e Kelley terminou a letra da música no estúdio. Eles discutiram ideias para a canção; Kelley apresentou a melodia básica e Scott seguiu com a sua contribuição. Depois que escreveu a letra da canção, Davidson propôs que o título da canção fosse "Just a Kiss Goodnight". Mais tarde foi alterado para "Just a Kiss". Kelley disse para revista Country Weekly que a canção foi inspirada pelas experiência dos membros da banda: "Lembrei-me de estar fora da primeira noite com Cassie e pensando, Isso é diferente, e eu não quero dar qualquer impressão errada". Eu não quero fazer um movimento errado, porque isto parece algo especial. "Começamos a falar sobre isso, indo e voltando, com diferentes experiências para canção". A canção foi gravada e mixada por Clarke Schleicher, com a ajuda de Joe Martino e Andrew Bazinet. A faixa do lado B, "Bottle Up Lightning", foi escrita por Kelley, Haywood, Tony Martin e Wendell Lee Mobley.

## Composição e estilo
"Just a Kiss" foi produzido por Paul Worley e dura 3 minutos e 41 segundos. É uma balada country, a canção inicia-se com acordes de piano, interpretado por Haywood. A melodia se acumula com o progresso pista, exibindo elementos da música pop e incorporando guitarras acústicas. Como o "coro crescente", cantado em três partes, a harmonia de Scott e Kelley e apoiada por Haywood, também são ouvidos um som com uma batida de "bateria excessivamente dramática", descrito por Mateus Wilkening, crítico musical. De acordo com Tris McCall do The Star-Ledger, "Just a Kiss" contém a "estrutura específica" encontradas em canções anteriores de Lady Antebellum. Isso foi ecoado por John Hill do About.com e Cheung Nadine de AOL Radio, ambos compararam o arranjo da canção com "Need You Now" (2009). De acordo com a partitura publicada pela Alfred Publishing Company, "Just a Kiss" é definida em tempo comum com um ritmo relativamente lenta de  72 batimentos por minuto. Escrito no tom de B ♭ menor, Scott alcançou a nota F5.
A letra da canção descreve um "cenário romântico torturado" do relacionamento de um casal recém-formado, que, de acordo com McCall,  é reforçada pelo piano e arranjos de guitarra. Kelley e Scott nos vocais alternativos. Ela fala do casal que prefere não levar a sua relação amorosa mais adiante, e sim levar as coisas devagar, e estão satisfeitos com "apenas um beijo de boa noite". McCall também observou que as letras retratam com as linhas da personagem feminina, cantada por Scott, tenta revidar seus sentimentos lascivos, e precariamente suspira a linha "eu não quero confusão nessa coisa". Scott disse à Billboard que "não há tanta excitação no início de uma nova relação... e que o sentimento otimista de que essa pessoa poderia ser o único". Esta música é sobre um desses momentos em que seu cérebro entra em ação e diz ao seu coração que "as coisas boas valem a pena esperar". Melinda Newman da HitFix observou que as seqüências de caracteres "dar um bom elevador no final".

## Recepção da crítica
| Críticas profissionais | Críticas profissionais |
| Avaliações da crítica  | Avaliações da crítica  |
| Fonte                  | Avaliação              |
| ---------------------- | ---------------------- |
| Roughstock             | 4.0 de 5 estrelas.     |
| About.com              | 3.5 de 5 estrelas.     |
| Taste of Country       | 7.5 de 10 estrelas.    |
| Washington Post        | Positivo               |
| Great American Country | Positivo               |
| Entertainment Weekly   | Positivo               |
| HitFix                 | Positivo               |
| Slant Magazine         | Negativo               |

Bobby Pavão de Roughstock deu á "Just a Kiss" de cinco estrelas uma classificação de quatro e chamou-lhe "outra música excelente, que joga-se todos os pontos fortes da banda". Erik Ernst de Milwaukee Journal Sentinel observou que a canção tem uma  "melodia exuberante", na faixa mostra "nova confiança para os músicos que se tornaram estrelas de boa-fé". Um editor do Washington Post também deu uma crítica positiva, declarando: "Just a Kiss" como "uma das melhores do grupo". Daryl Addison, escrevendo para Great American Country, elogiou a química vocal do grupo na canção, acrescentando que "o grupo dinâmico que lhes permite explorar uma ampla variedade de emoções que cada um deles adicionam em sua própria voz". Melinda Newman de HitFix sugeriu que "Just a Kiss" é "uma boa canção para um verão de jovens apaixonados". Robbie Daw do site de música Idolator  comentou que a canção captura com habilidade a experiência e o estado de nervosismo que os amantes tem durante as fases iniciais do romance.
Mateus Wilkening, escrevendo para Taste of Country, deu uma sete estrelas e meia, escrevendo que a música é "surpreendentemente séria", em contraste a este assunto, mas ele elogiou a "melodia cativante". Leah Greenblatt da Entertainment Weekly também elogiou "Just  Kiss" e observou que Lady Antebellum canta á canção "como eles devem". Ela sugeriu que a música é "elegante e muito sincera". Stephen Hyden de O A.V. Clube escreveu que a música foi "dolorosamente pura". A canção também recebeu três estrelas e meia de John Hill do About.com, que o encontrou em falta uma "contribuição importante para ligar o gênero country ao gênero balada". Jonathan Keefe da Slant Magazine encontrou a canção a ser repetitiva em seu tema lírico, e falou que a canção foi baseada em "Need You Now", assim não tendo nada de interessante.

## Desempenho comercial
"Just a Kiss" estreou na Billboard Hot Country Songs na 28ª posição em 21 de maio de 2011. De acordo com a Nielsen SoundScan, a música começou com uma audiência na primeira semana de 6 milhões em 85 estações de rádio, tornando-se maior estreia do grupo até à data. Ela marcou a terceira maior estreia no gráfico entre grupos, depois de Rascal Flatts "Take Me There" e Sugarland "All I Wanna Do". Na semana seguinte, a música subiu ao número 20 no chart, com a marca de grande ganhadora, logo se tornou a quinta canção da banda a alcançar o primeiro lugar na parada country. Na Billboard Hot 100, "Just a Kiss" estreou na 7ª posição, estabelecendo um recorde para a maior estreia de um grupo no gráfico. A canção estreou na 2ª posição na Hot Digital Songs devido às vendas de 211.000 downloads.
"Just a Kiss" permaneceu na Billboard Hot 100 durante 42 semanas e foi certificada por platina-dupla pela Recording Industry Association of America (RIAA), por vendas de dois milhões de unidades digitais. A canção também alcançou a 21ª posição na parada Billboard Pop Songs, e chegou a primeira posição na Billboard Adult Contemporary e na sexta posição na Adult Pop Songs. No Canadá, a canção estreou na 13ª posição no Canadian Hot 100, vendendo 15.000 unidades em sua primeira semana.  Ela permaneceu no chart durante 24 semanas e foi certificada como platina pela Music Canada, por mais de 80.000 unidades. Na Eslováquia, "Just a Kiss" estabeleceu-se durante três semanas nas paradas e chegou na 73ª posição. No Japão, ela chegou 21ª posição no Japan Hot 100. A canção também alcançou no Reino Unido a 78ª posição e na Austrália a 72ª posição, também alcançou a 91ª posição na Holanda.

## Videoclipe
O vídeo da música, foi dirigido por Shaun Silva, filmado em Paris, Londres, Murfreesboro. O hotel Union Station é caracterizado como uma estação de trem no vídeo. Kelley explicou que o diretor decidiu filmar partes do vídeo da música na Europa, porque ele queria que o vídeo fosse "o mais autêntico possível".
A banda lançou primeiros os trailers, o vídeo completo estreou em 27 de junho de 2011, no site da banda. Jon Blistein da Billboard, comentou que o vídeo é doce e provavelmente vai fazer você sorrir. AOL também gostou do vídeo, escrevendo: "Se a história em si não faz você cair de cabeça para baixo, o cenário lindo com certeza irá, como o clipe foi filmado em vários lugares pitorescos ao redor do mundo".

Cena onde Joy beija seu namorado no Trem.

Amy Sciarretto do Tast of Country observou que o vídeo era uma "compreensão do coração". O jornal Tennessean escreveu que o "sentimentalismo doce deve marcar com os fãs de... "Need You Now". No entanto, Melinda Newman da HitFix considerou o vídeo "açucarado". Robbie Daw do Idólatra, escreveu: "Lady Antebellum [...] o vídeo de "Just a Kiss" nos deixou emocionados depois de uma visualização. Claramente precisamos ver mais".

### Sinopse
O vídeo começa com uma jovem mulher, Joy, entrando em um trem e olhando para seu iPad. O iPad tem um vídeo de seu namorado escrevendo palavras em francês em um papel que significa "não se esqueça de mim", e também alguns vídeos de viagens do casal para a França e Inglaterra, depois que o casal se licita a cada despedida. A cena seguinte mostra o namorado de Joy ao encontrá-la sentada em um assento de trem e eles se beijam. Joy, em seguida, sonha juntamente com um novo namorado. Brady, que se parece com o novo namorado no sonho senta ao lado de Joy, que desperta de seu sono. Brady pede desculpas por acordá-la e pergunta se ela se importa dele sentar ao lado dela. Joy, um pouco constrangida diz a ele sobre seu sonho estranho. Brady então pega em seu casaco, aparentemente um iPad, e sorri para ela. Joy sorri para ele também, lisonjeada. Os membros do grupo são vistos cantando em uma estação de trem, onde a cena foi gravada na Tennessee.

## Apresentações ao vivo
Lady Antebellum cantou uma parte de "Just a Kiss" em seu show no Rodeio de Houston, em 11 de março de 2011, realizando-a depois de "Love's Lookin' Good on You". Toda a banda desceu, e Kelley e Scott sentou-se em bancos de bar, cantando a faixa um para o outro. Eles foram acompanhados por Haywood em um piano. Mateus Keever da Houston Express descreveu a música "Just a Kiss" como "a música mais intimista da noite", e Joey Guerra do jornal Houston Chronicle escreveu que a música poderia se tornar "outro sucesso pop". Mais tarde, realizada no show beneficente Divas NashVegas para o Oasis Center em abril de 2011. No mesmo mês, Lady Antebellum postou uma mensagem no Twitter, dizendo que iriam estrear a música inteira na décima temporada do American Idol. O desempenho foi ao ar em 05 de maio de 2011. Natasha Mullan da TV Guide Canada escreveu que o grupo cantou a música no American Idol "em uma perfeita harmonia".
Lady Antebellum realizaram "Just a Kiss" no Billboard Music Awards em 2011, premiação realizada em Las Vegas. O show foi ao ar em 22 de maio de 2011, no programa televisivo estadunidenseABC. Todos do grupo estavam vestidos de preto, Scott e Halley cantaram a música enquanto Haywood tocava piano. Scott Shetler da Tast of Country elogiou o desempenho, por escrito, que os membros foram "harmonizados lindamente, particularmente no gancho da canção". Em junho de 2011, o grupo tocou a música no CMT Music Awards, onde foram apresentados com o Prêmio de vídeo Grupo do Ano (por "Hello World"). O trio também cantou a música no programa de TV americano Late Show with David Letterman. Robbie Daw do jornal Idolator escreveu que o desempenho foi "perfeito". Lady Antebellum apareceu como convidado musical no programa Saturday Night Live em 01 outubro de 2011. Eles tocaram "We Owned the Night", seguido por "Just a Kiss".

## Lista de faixas
| Título |                                         |         |  |
| N.º    | Título                                  | Duração |  |
| 1.     | "Just a Kiss" (Versão do álbum)         | 3:41    |  |
| 2.     | "Bottle Up Lightning" (Versão do álbum) | 4:06    |  |

| Título |                                   |         |  |
| N.º    | Título                            | Duração |  |
| 1.     | "Just a Kiss" (Download digital ) | 3:41    |  |

## Desempenho nas tabelas musicais

### Posição na paradas
| Parada (2011)                         | Melhor posição |
| ------------------------------------- | -------------- |
| Austrália - (ARIA Singles Chart)      | 72             |
| Canadá - (Canadian Hot 100)           | 13             |
| Estados Unidos - (Billboard Hot 100)  | 7              |
| Estados Unidos - (Adult Contemporary) | 1              |
| Estados Unidos - Adult Pop Songs      | 4              |
| Estados Unidos - (Country Songs)      | 1              |
| Estados Unidos - (Pop Songs)          | 21             |
| Japão - (Japan Hot 100)               | 21             |
| Países Baixos - (Mega Single Top 100) | 91             |
| Eslováquia - (Slovakia Airplay)       | 73             |
| Reino Unido - (UK Singles Chart)      | 78             |

| País / Provedor       | Certificação |
| Canadá / Music Canada | Platina      |
| Estados Unidos / RIAA | 2× Platina   |

| Parada (2011)                              | Posição |
| ------------------------------------------ | ------- |
| Canadá - (Canadian Hot 100)                | 55      |
| Estados Unidos - Billboard Hot 100         | 42      |
| Estados Unidos - Country Songs (Billboard) | 13      |

| Parada (2011)                         | Melhor posição |
| ------------------------------------- | -------------- |
| Austrália - (ARIA Singles Chart)      | 72             |
| Canadá - (Canadian Hot 100)           | 13             |
| Estados Unidos - (Billboard Hot 100)  | 7              |
| Estados Unidos - (Adult Contemporary) | 1              |
| Estados Unidos - Adult Pop Songs      | 4              |
| Estados Unidos - (Country Songs)      | 1              |
| Estados Unidos - (Pop Songs)          | 21             |
| Japão - (Japan Hot 100)               | 21             |
| Países Baixos - (Mega Single Top 100) | 91             |
| Eslováquia - (Slovakia Airplay)       | 73             |
| Reino Unido - (UK Singles Chart)      | 78             |

| País / Provedor       | Certificação |
| Canadá / Music Canada | Platina      |
| Estados Unidos / RIAA | 2× Platina   |

| Parada (2011)                              | Posição |
| ------------------------------------------ | ------- |
| Canadá - (Canadian Hot 100)                | 55      |
| Estados Unidos - Billboard Hot 100         | 42      |
| Estados Unidos - Country Songs (Billboard) | 13      |

| Precedido por "Knee Deep" por Zac Brown Band Fea. Jimmy Buffett | Singles número um no Hot Country Songs 13 de agosto de 2011 – 03 de setembro de 2011 | Sucedido por "Am I The Only One" por Dierks Bentley |

| Country        | Date               | Format           |
| -------------- | ------------------ | ---------------- |
| Canadá         | 3 de maio de 2011  | Download digital |
| Estados Unidos | 3 de maio de 2011  | Download digital |
| Estados Unidos | 3 de maio de 2011  | Radio Airplay    |
| Canadá         | 17 de maio de 2011 | Single           |
| Estados Unidos | 17 de maio de 2011 | Single           |